# Menashe Kadishman
Menashe Kadishman (hébreu: מנשה קדישמן), né en Palestine mandataire le 21 août 1932 et mort en Israël le 8 mai 2015, est un plasticien, sculpteur et peintre israélien installé à Tel Aviv.

## Biographie
Menashe Kadishman est né à Tel Aviv le 21 août 1932. Dans les années 1950, il sert dans un kibboutz où il travaille notamment comme berger ce qui a une forte influence sur ses œuvres son thème de prédilection étant les brebis.  
À partir de 1947, il étudie à Tel Aviv la sculpture, successivement avec Moshe Sternschuss, puis avec Rudi Lehmann en 1954. Il part pour Londres en 1959 où il continue ses études, avec des artistes proches du minimalisme tels que Anthony Caro. Il expose pour la première fois à la galerie Grosvenor. 

## Œuvre

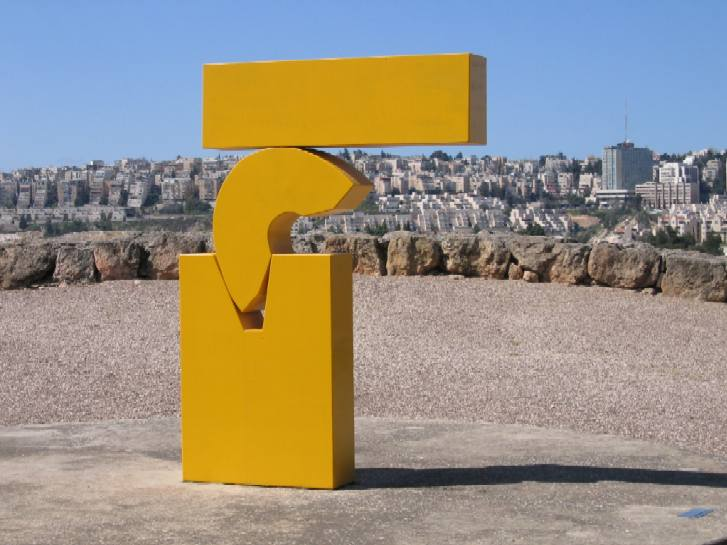
Suspence, 1966, Musée d'Israël à Jérusalem

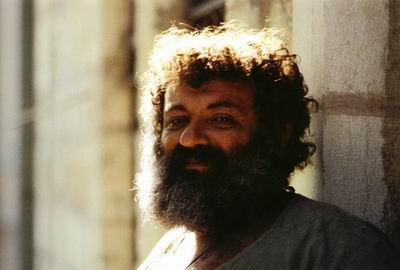
Portrait de Menashe Kadishman en 1979
Photographe: Stanley I. Batkin

Les premiers travaux, souvent dépeints comme minimalistes, utilisent la pierre, le fer et la notion de gravité, se singularisant par un travail autour de l'équilibre. 
Par la suite, Menashe Kadishman s'est aussi tourné vers des sculptures en fer, certaines monumentales, dans lesquelles se découpent des silhouettes.
Il participe en 1968 à la Documenta de Cassel en sculpture.
Présent à la Biennale d'art contemporain de Venise de 1978, Menashe Kadishman y expose un troupeau de moutons vivants enduits de couleur. Ses travaux comptent par la suite des têtes de moutons peintes ou sculptées, qui deviennent un motif récurrent dans son œuvre. 
À la fin des années 1990, il crée une installation de visages hurlant découpés dans le métal, qui jonchent le sol d'un passage au rez-de-chaussée du musée juif de Berlin et sur lesquels le visiteur peut marcher, l'œuvre est dédiée non seulement aux Juifs assassinés durant la Shoah, mais aussi à toutes les victimes de la violence et de la guerre. 
En 1995, le prix Israël, l'un des plus importants du pays, lui a été décerné pour ses sculptures.

## Musées et collections privées (sélection)
- Art Gallery of Ontario, Toronto (Canada) ;
- Centro d'Arte Contemporanea,  Prato (Italie) ;
- Dominican Monastry Collection, Braunschweig (RFA) ;
- Gabi and Ami Brown Collection, Tel Aviv (Israël) ;
- Hara Museum of Contemporary Art, Tokyo (Japon) ;
- Helen and Jerome Stern Collection, New York (États-Unis) ;
- Herta and Paul Amir Collection, Los Angeles (États-Unis) ;
- The Israel Museum, Jérusalem (Israël) ;
- Musée juif de Berlin (RFA) ;
- Lehmbruck-Museum de la ville de Duisburg (RFA) ;
- Lizi and Zeev Avram Collection, Londres (GB) ;
- Muriel and Phill Bermann Collection, Pennsylvanie (USA) ;
- Museum of Modern Art, New York (USA) ;
- National Art Gallery, Pékin (Chine) ;
- Nils Seethaler Collection, Berlin (RFA) ;
- Tate Gallery, Londres (GB).